# Уильямс, Энди
Э́нди Уи́льямс (англ. Andy Williams, полное имя Хо́вард Э́ндрю Уи́льямс (англ. Howard Andrew Williams); 3 декабря 1927 — 25 сентября 2012) — американский эстрадный исполнитель, телеведущий и актёр. Уильямс отличался сильным голосом и непринуждённой, раскованной манерой исполнения. Энди Уильямс записал 18 «золотых» и 3 «платиновых» альбома, общий проданный тираж его альбомов по всему миру составил 45 миллионов экземпляров. Шесть раз номинировался на премию «Грэмми». С 1962 по 1971 год вел на телевидении собственное развлекательное шоу — «Шоу Энди Уильямса», ставшее очень популярным и получившее 3 премии «Эмми». Также был ведущим многочисленных телешоу одного выпуска.

## Творческая биография
Уильямс родился в Уолл-Лейк, штат Айова, в семье Флоренс и Джея Эмерсона Уильямсов. Его родители работали в сфере страхования и на почте. После переезда семьи в Чевиот, штат Огайо, Уильямс учился в средней школе Вестерн-Хиллз в Цинциннати, затем, после переезда семьи в Калифорнию, учился в средней школе Юнивёрсити Хай Скул в Лос-Анджелесе.
Первое выступление Уильямса состоялось в детском хоре местной пресвитерианской церкви. У Уильямса было три старших брата — Боб, Дон и Дик. Он и его братья в конце 1938 года образовали квартет братьев Уильямс — The Williams Brothers. Они выступали на радио: сначала на радиостанции WHO в Де-Мойне, штат Айова, затем на WLS в Чикаго и на WLW в Цинциннати.
Переехав в Лос-Анджелес, братья помогли Бингу Кросби записать в 1944 году один из его крупнейших хитов — Swinging on a Star. В Лос-Анджелесе они также снялись в четырех музыкальных фильмах: «Джени» (1944), «Китти из Канзас-Сити» (англ. Kansas City Kitty, 1944), «Что навеял ветер» (1947) и «Дамский угодник» (англ. Ladies' Man, 1947).
В США существует распространенный миф, что в подростковом возрасте Уильямс дублировал пение героини Лорен Бэколл в художественном фильме 1944 года «Иметь и не иметь». Однако многие авторитетные источники, включая режиссера Говарда Хоукса и саму Бэколл, отрицают это. Действительно у съемочной группы были опасения, что Бэколл не справится с вокалом, и действительно для ее дубляжа пробовались несколько певиц и юный Уильямс, но в фильме все же спела сама Бэколл.
Братья Уильямс подписали контракт с Metro-Goldwyn-Mayer (MGM) на участие в фильмах «Поднять якоря» и «Безумства Зигфилда», которые должны были выйти в 1945—1946 годах, но прежде чем началась работа, старший из братьев, Боб, был призван на военную службу, и контракт с группой был расторгнут. Вскоре и сам 17-летний Энди Уильямс поступил моряком в Торговый флот США, где прослужил до конца Второй мировой войны. После возвращения Энди из торгового флота, Кей Томпсон, в прошлом радиозвезда, которая на тот момент возглавила вокальный отдел MGM, наняла трех братьев Уильямс петь в составе большого хора, записывавшего саундтреки ко многим фильмам MGM, включая, например, известный фильм Девушки Харви (1946). Когда старший брат, Боб, закончил военную службу, Томпсон наняла на работу всех четырех братьев. В 1947 году все братья вместе записали саундтрек к фильму «Хорошие новости».
В тот момент Томпсон не захотела больше работать в MGM, она захотела создать собственную группу и быть в ней солисткой. Она взяла всех четырёх братьев Уильямс в качестве бэк-вокалистов и танцоров и сформировала группу Kay Thompson and the Williams Brothers для выступления в ночных клубах и шоу. Они дебютировали на шоу в Лас-Вегасе в 1947 году и мгновенно стали сенсацией. В течение года они стали самыми высокооплачиваемыми артистами ночных клубов в мире, вызывая огромный интерес, где бы они ни появлялись. Уильямс рассказал в своих мемуарах «Лунная река и я», что у них с Томпсон завязались романтические отношения во время гастрольного тура, несмотря на разницу в возрасте (ему было 19, а ей 38). Группа распалась в 1949 году, но позже воссоединилась для ещё одного чрезвычайно успешного турне с осени 1951 по лето 1953 года. После этого пути братьев Уильямс разошлись. Полный гастрольный маршрут группы приводится на сайте, посвящённом Кей Томпсон.

### Начало сольной карьеры
Несмотря на распад группы, Уильямс и Томпсон оставались очень близки как в личном, так и в профессиональном плане. Она стала его наставником на пути сольной карьеры. Она обучала его как исполнителя, писала для него аранжировки и сочинила множество песен, которые он записал сольно, в том числе его хит 1958 года Promise Me, Love, попавший в топ-20, и песню Kay Thompson’s Jingle Bells из его рождественского альбома The Andy Williams Christmas Album, занявшего первое место в чартах в 1964 году. Используя свои связи, Томпсон помогла Уильямсу пробиться на телевидение — в течение двух с половиной лет он работал в качестве главного певца в популярном ток-шоу «Сегодня вечером со Стивом Алленом» (англ. Tonight Starring Steve Allen); устроиться туда ему помогло то обстоятельство, что продюсер шоу, Билл Харбах, некогда был личным ассистентом Томпсон. Томпсон также помогла Уильямсу заключить очень выгодный контракт со студией звукозаписи Cadence Records, чей владелец Арчи Блейер был много обязан Томпсон за помощь в начале его карьеры. Уильямс также помогал Томпсон, он пел как бэк-вокалист на многих записях Томпсон 1950-х годов, в том числе в топ-40 хите «Элоиза» (англ. Eloise), основанном на ее книгах-бестселлерах для детей об озорной маленькой девочке, которая живёт в отеле «Плаза» в Нью-Йорке со своей няней, мопсом Винни и черепахой Скипперди.
Томпсон также работала креативным консультантом и аранжировщиком вокала в трёх летних многосерийных телешоу с участием Уильямса в 1957, 1958 и 1959 годах.
Летом 1961 года Томпсон путешествовала с Уильямсом в его летнем турне с мюзиклом «Приятель Джоуи», в котором он сыграл одну из своих звёздных ролей. Их личные и профессиональные отношения закончились в 1962 году, после того как Уильямс встретил Клодин Лонже и женился на ней, а Томпсон переехала в Рим.

### Период «Каденс Рекордз»
Уильямс выступал сольно с 1953 года. Вначале он работал со студией звукозаписи RCA Victor, их лейблом «X», но ни одна из песен не стала хитом. После участия в шоу «Сегодня вечером со Стивом Алленом» Уильямс подписал контракт с «Каденс Рекордз» — небольшим нью-йоркским лейблом, созданным дирижёром Арчи Блейером.
В августе 1956 года третий сингл Уильямса Canadian Sunset занял седьмое место в десятке лучших. В феврале 1957 года песня Butterfly, кавер на запись Чарли Грейси, исполненная в манере, напоминающей Элвиса Пресли, заняла первое место в чарте журнала Billboard, став единственным хитом Уильямса, занявшим там первое место. Butterfly также была номером один в течение двух недель в британском чарте синглов в мае 1957 года. После этого последовали другие хиты, в том числе Hawaiian Wedding Song (номер 11 в США), Are You Sincere? (номер 3 в США в феврале 1958 г.), The Village of St. Bernadette (номер 7 в США в декабре 1959 г.), Lonely Street (номер 5 в США в сентябре 1959 г.) и I Like Your Kind of Love совместно с Пегги Пауэрс (номер 8 в США в мае 1957 г.).

### Период «Коламбия Рекордз»
В декабре 1961 года Уильямс женился на Клодин Лонже и подписал контракт с Columbia Records. Его первый альбом с «Коламбией», Danny Boy and Other Songs I Love to Sing, имел успех в чартах, достигнув 19-й строчки. Арчи Блейер из «Каденс Рекордз» ранее сказал Уильямсу, что песня Moon River в его исполнении не станет хитом, но продюсеры «Коламбии» поддержали желание Энди Уильямса записать эту песню, вместе с 11 другими темами из кинофильмов для альбома. После того, как Уильямс исполнил эту песню на одной церемонии награждения, она стала хитом. Альбом Moon River and Other Great Movie Themes с песнями из кино начал продаваться по всей стране, получив высокие оценки критиков и сделав Уильямса звездой национального уровня. Альбом достиг в чартах третьего места и оставался в чартах следующие три года. В 1963 году продюсер Уильямса, Роберт Мерси, предложил ему записать песню Can’t Get Used to Losing You на обратной стороне пластинки сингла Days of Wine and Roses. Первоначально Уильямсу не понравилась песня, он хотел вместо неё записать мелодию Манчини, но всё же записал Can’t Get Used to Losing You. В итоге песня заняла второе место в США и Великобритании, а альбом, включавший её — Days of Wine and Roses and Other TV Requests — возглавлял чарт альбомов в течение 16 недель.
С 1962 по 1972 год Уильямс был одним из самых популярных вокалистов в стране и подписал на тот момент самый крупный контракт на запись в истории. Уильямс записал больше «золотых» альбомов, чем любой сольный исполнитель, кроме Фрэнка Синатры, Джонни Мэтиса и Элвиса Пресли. К 1973 году он получил целых 17 наград за «золотые» альбомы. Среди его самых успешных альбомов можно отметить The Andy Williams Christmas Album, Dear Heart, The Shadow of Your Smile, Love, Andy, Happy Heart, Get Together with Andy Williams, Love Story и Love Theme from the Godfather.
В Великобритании Уильямс продолжал занимать высокие позиции в чартах до 1978 года. В десятку лучших Британии входили его альбомы Dear Heart (1965), Love Andy (1967), Can’t Help Falling in Love (1970), Andy Williams Show (1970), Home Lovin' Man (первое место, 1971), Solitaire (1973), The Way We Were (1974) и Reflections (1978).
Уильямс записал много песен Генри Манчини. И Moon River, и Days of Wine and Roses были написаны Манчини на слова Джонни Мерсера. Уильямс спел песню Манчини Dear Heart на церемонии вручения премии «Оскар» 1965 года и песню The Sweetheart Tree на церемонии 1966 года.
5 августа 1966 года в Лас-Вегасе, штат Невада, открылось грандиозное 14-этажное казино Caesars Palace, в комплексе с ночным клубом и отелем на 700 номеров. В дебютном шоу Rome Swings ночного клуба главную роль с большим успехом исполнил Энди Уильямс. И на протяжении 20 лет после этого имя Уильямса оставалось визитной карточкой этого казино.
17 сентября 1968 года «Коламбия Рекордз» выпустила сингл из двух песен, которые Уильямс спел на похоронах своего близкого друга —Роберта Ф. Кеннеди: «Боевой гимн республики» (англ. The Battle Hymn of the Republic) и «Аве Мария» Франца Шуберта. Эти песни никогда не выпускались на долгоиграющих пластинках, но появлялись в нескольких сборниках произведений Уильямса.
Уильямс также конкурировал на рынке синглов, ориентированных на подростков, и имел несколько хитов в чартах, в том числе Can’t Get Used to Losing You, Happy Heart и Where Do I Begin — заглавная песня из знаменитого фильма 1970 года «История любви». Кроме того, Уильямс попал в топ-10 британского чарта синглов с песнями Almost There (1964), Can’t Help Falling in Love (1970), Home Lovin' Man (1970) и Solitaire (1973).
Уильямс и Петула Кларк записали песню Happy Heart как раз перед его появлением в качестве гостя в ее втором специальном выпуске телешоу на NBC-TV. Не зная, что она выпускает песню как сингл, он попросил исполнить песню на телешоу. Это в конечном итоге привело к тому, что песня стала больше ассоциироваться у зрителей с ним, чем с Петулой Кларк. Песня Happy Heart позже была использована в финальной сцене и заключительных титрах отмеченного наградами дебютного фильма режиссера Дэнни Бойла «Неглубокая могила» (1994).

### Шоу Энди Уильямса
Основываясь на своем опыте работы с Алленом и на некотором опыте работы в варьете в 1950-х годах, осенью 1962 года Энди Уильямс стал ведущим своего собственного еженедельного телевизионного шоу-варьете. В начале шоу не имело большого успеха и было отменено в 1963 году из-за низких рейтингов, но вскоре было возобновлено и после перезапуска приобрело в 1963—1964 годах огромную популярность и выиграло три премии Эмми за выдающуюся эстрадную телепрограмму. На шоу регулярно выступали братья Осмонд. В 1967 году Уильямс решил снизить нагрузку и вместо еженедельного шоу стал выпускать только три больших шоу в год. В 1969 году он вернулся к еженедельному формату, немного изменив стиль шоу — добавив в него рок-н-ролл и психоделическое освещение.
Уильямс решил закрыть еженедельное шоу в 1971 году, когда оно всё ещё было популярным, но он продолжал делать по нескольку специальных выпусков в год. Особенно зрители любили его рождественские шоу, которые продолжались, с перерывами, до середины 1990-х годов. Уильямс, с его восемью рождественскими альбомами, даже получил прозвище «Мистер Рождество».

### После телешоу
1971 год стал пиком карьеры Уильямса, когда он записал песню Speak Softly Love для оскароносного фильма «Крёстный отец» и выпустил ещё один шлягер, остающийся его визитной карточкой, — Where Do I Begin.
В начале 1970-х годов, когда администрация Никсона попыталась депортировать Джона Леннона, Уильямс стал ярым защитником права бывшего битла оставаться в Соединённых Штатах. Уильямс даже был включён в ряд карикатур на обложке альбома Ринго Старра 1973 года Ringo.
Уильямс вёл наибольшее количество телепередач «Грэмми» в истории — семь шоу подряд — с 13-й ежегодной премии «Грэмми» в 1971 году до 19-й премии в 1977 году.
Уильямс выступал в перерыве между таймами Суперкубка VII в январе 1973 года, проходившего в Лос-Анджелесе.
В 1975 году Уильямс развёлся со своей супругой, певицей Клодин Лонже.
В 1991 году женился на Дебби Мейер.

### Театр «Мун-Ривер»
В июне 1991 года брат Уильямса Дон пригласил его в небольшой город Озарк в пригороде Брэнсона, штат Миссури. Дон Уильямс в то время был менеджером артиста Рэя Стивенса, который только что открыл театр в Брэнсоне. Во время посещения шоу Стивенса многочисленные гости призвали Уильямса открыть собственный концертный зал в городе. Это побудило Уильямса построить свой собственный театр в Брэнсоне, открывшийся 1 мая 1992 года под названием Moon River Theater. Название произошло от одной из его известнейших песен.
Это был первый театр, который когда-либо был представлен в журнале Architectural Digest, в год своего открытия он получил Премию за охрану природы от штата Миссури. Театр был спроектирован так, чтобы гармонировать с пересечённой местностью гор Озарк. Первоначально Уильямс планировал облицевать театр мрамором, в стиле, напоминающем концертный зал Дороти Чендлер (англ. Dorothy Chandler Pavilion) в Лос-Анджелесе, но вскоре передумал. Компания «Ларсон» из Тусона, штат Аризона, обработала участок скалы на шоссе 76 в штате Миссури, и вскоре театр стал охвачен водопадами, прудами с карпами, папоротниками и деревьями, произрастающими в районе Озарк. Внутреннее пространство театра как бы включает в себя внешнее: деревья и растения можно увидеть прямо в трёх вестибюлях театра. Дубовые полы соседствуют с полосатыми африканскими стенами из красного дерева, которые завешаны фотографиями с шоу Энди Уильямса. Страсть Уильямса к искусству также прослеживается повсюду. С самого начала своей карьеры Уильямс собирал картины и скульптуры и решил дополнить свой театр своей коллекцией. Франкенталер, Дибенкорн, Олденбург, Поллок, Клее, Мур — вот лишь небольшой список художников, чьи работы выставлены в театре «Мун-Ривер».
Зрительный зал театра вмещает 2054 человека. Сиденья и ковры соответствуют любимому Уильямсом стилю индейцев навахо и выполнены в тёмно-зелёном, пурпурном, золотом и синем цветах. Внутри зрительного зала выставлено 19 японских кимоно. Когда театр впервые открылся, он казался очень необычным, потому что это был первый не-кантри зал, открывшийся в помешанном тогда на кантри-культуре городе.
На сцене театра состоялись многочисленные шоу и выступали приглашённые знаменитости, среди которых были Глен Кэмпбелл, Энн-Маргрет, Петула Кларк и Чаро. Вскоре театр стали посещать и артисты из других стран, такие как Бобби Винтон, Тони Орландо, Уэйн Ньютон.
Уильямс и его театр были показаны в трёх эпизодах телесериала «Как вращается мир» в июле 2007 года, когда несколько персонажей отправились в Брэнсон на концерт Гвен Мансон (вымышленный персонаж в сериале), который проходил в театре «Мун-Ривер». В «Симпсонах» показали Уильямса в его театре в эпизоде под названием «Барт на дороге». Нельсон Манц (вымышленный персонаж в мультфильме) — фанат Энди Уильямса, и в этом эпизоде он заставляет свою группу сделать крюк через Брэнсон, чтобы он мог увидеть своего кумира. Он оказывается доведен до слёз, когда Уильямс исполняет Moon River во время второго выхода на бис.
В 2007 году Уильямс открыл ресторан Moon River Grill рядом со своим театром в Брэнсоне. Ресторан украшен фотографиями с шоу Энди Уильямса с участием таких звёзд, как Дайана Росс, Элтон Джон и Сэмми Дэвис-младший. Искусство занимает центральное место в ресторане, там представлены работы нескольких художников, включая Энди Уорхола и Роберта Индиану.
Уильямс очень любил свой театр и распорядился развеять после смерти свой прах над прудом возле него, который прозвали «Лунная река» (англ. Moon River).

### Новый взлет карьеры
В 1995 году We Need a Little Christmas стал 18-м золотым альбомом Уильямса.
В 1999 году его запись 1967 года Music to Watch Girls By неожиданно стала большим хитом для новой молодой телевизионной аудитории Британии, когда она достигла 9-го места после того, как была показана в новой телевизионной рекламе Fiat Punto, а затем и в рекламе диетической Pepsi. При этом изначально в 1967 году композиция достигла лишь 33-го места. Так новому поколению напомнили об Энди Уильямсе, и за успехом сингла последовал его аншлаговый тур по Великобритании, что вызвало возрождение в стране интереса к его творчеству. В 2002 году он перезаписал Can’t Take My Eyes Off You в дуэте с британской актрисой и певицей Дениз ван Аутен; сингл достиг 23-го места в британских чартах. Уильямс завершил тур по Соединенному Королевству и Азии летом 2007 года, в ходе тура он выступил в нескольких крупных концертных залах, включая Королевский Альберт-холл, исполнив там, среди прочего, классику Вана Моррисона Have I Told You Lately.
Также Уильямс вернулся в британские чарты синглов со своей записью 1963 года It's the Most Wonderful Time of the Year в декабре 2007 года, благодаря рекламе Marks & Spencer, достигнув одновременно 108-го места в рейтинге двухсот лучших синглов Евросоюза.
3 октября 2009 года Уильямс выступил в прямом эфире на канале BBC в шоу Strictly Come Dancing в Лондоне, спев Moon River для продвижения британского издания своего альбома The Very Best of Andy Williams LP, который занял 10-е место в главном поп-чарте.

### Конец жизни
В 2011 году Энди Уильямс в своём театре объявил о тяжёлой болезни — раке мочевого пузыря. Он лечился в Лос-Анджелесе, но безуспешно. Скончался 25 сентября 2012 года в 84-летнем возрасте в своём доме в Брэнсоне. Тело Уильямса было кремировано.

## Личная жизнь и интересы
Уильямс встретил француженку Клодин Лонже в Лас-Вегасе, когда у неё сломалась машина, и он предложил помощь. В то время она была танцовщицей в Фоли-Бержер. Они поженились 15 декабря 1961 года и в течение следующих восьми лет у них родилось трое детей — Ноэль, Кристиан (умер в 2019 г.) и Роберт. После расставания в 1970 году Уильямс и Лонже развелись в 1975 году, но остались друзьями. В марте 1976 года Лонже было предъявлено обвинение в убийстве её бойфренда, горнолыжника Сабича, в Аспене. Уильямс помогал Лонже, сопровождал её в зал суда и обратно, давал положительные показания о её характере на суде и оказывал юридическую помощь. Лонже утверждала, что стрельба была случайной, и в итоге отсидела в тюрьме лишь 30 дней.
3 мая 1991 года Уильямс женился на Дебби Хаас, урождённой Мейер, с которой познакомился через общего друга. Они поселились в Брэнсоне, штат Миссури, и в Ла-Кинта, штат Калифорния, где он был известен как «почётный мэр».
Уильямс был близким другом Роберта Ф. Кеннеди и его жены Этель Кеннеди и выступал за Кеннеди на первичных президентских выборах от Демократической партии 1968 года. Позже Уильямс сказал, что, несмотря на его дружбу с демократом Кеннеди, он всю жизнь был республиканцем. Уильямс был среди знаменитостей, которые были в окружении Кеннеди в отеле «Амбассадор» в Лос-Анджелесе, когда Кеннеди был смертельно ранен в июне 1968 года. Уильямс спел «Боевой гимн республики» на похоронах Кеннеди по просьбе Этель. В августе 1969 года Уильямс и Клодин Лонже назвали своего новорождённого сына Бобби в честь Кеннеди. Дружба Уильямсов с Этель Кеннеди продолжалась, и Уильямс сопровождал Этель на некоторых мероприятиях в 1970-х годах. Он также собирал средства для Джорджа Макговерна, выступая на благотворительных концертах.
Уильямс частично владел командой НБА Phoenix Suns с момента её создания в 1968 году до 1987 года.
Уильямс очень любил играть в гольф и кататься на коньках.
После смерти Энди Уильямса осталась обширная коллекция произведений искусства, которую он собирал с начала карьеры. Его коллекция была разделена между несколькими аукционными домами. Его картины были проданы на аукционе Christie’s в Нью-Йорке за более чем 50 миллионов долларов. Его коллекция народного искусства была продана на аукционе Skinner за 2 471 725 долларов. Его коллекция одеял навахо была продана на Sotheby’s 21 мая 2013 года за 978 506 долларов (642 064 фунта стерлингов).
Место рождения Уильямса в Айове является туристической достопримечательностью и открыто большую часть года.

## Дискография
- 2006 — I Don’t Remember Ever Growing Up
- 2002 — Andy -Bonus Tracks
- 2002 — Easy Does It
- 2001 — To You Sweetheart, Aloha -Bonus Tracks
- 2001 — Andy Williams Live: Christmas Treasures
- 1998 — Branson City Limits
- 1997 — It’s a Wonderful Christmas
- 1997 — We Need a Little Christmas
- 1991 — Nashville
- 1990 — I Still Believe in Santa Claus
- 1986 — Close Enough for Love
- 1984 — Greatest Love Classics
- 1976 — Andy
- 1975 — The Other Side of Me
- 1974 — Christmas Present
- 1974 — The Way We Were
- 1974 — You Lay So Easy on My Mind
- 1973 — The Sound of Music
- 1973 — Solitaire
- 1972 — Love Theme From «The Godfather»
- 1972 — Alone Again (Naturally)
- 1971 — You’ve Got a Friend
- 1971 — Love Story
- 1970 — Raindrops Keep Fallin’ on My Head
- 1970 — The Andy Williams Show
- 1969 — Get Together With Andy Williams
- 1969 — Happy Heart
- 1968 — Honey
- 1967 — Love, Andy
- 1967 — Born Free
- 1966 — In the Arms of Love
- 1966 — The Shadow of Your Smile
- 1965 — Merry Christmas
- 1965 — Dear Heart
- 1964 — The Great Songs From «My Fair Lady» & Other Broadway Hits
- 1964 — The Academy Award Winning «Call Me Irresponsible»
- 1964 — The Wonderful World of Andy Williams
- 1963 — Days of Wine and Roses
- 1963 — The Andy Williams Christmas Album
- 1963 — Can’t Get Used to Losing You
- 1962 — Warm and Willing
- 1962 — Moon River & Other Great Movie Themes
- 1962 — Danny Boy and Other Songs I Love to Sing
- 1961 — Under Paris Skies
- 1960 — The Village of St. Bernadette
- 1959 — Lonely Street
- 1959 — Andy Williams Sings Steve Allen
- 1959 — To You Sweetheart, Aloha
- 1959 — Two Time Winners
- 1959 — Andy Williams Sings Rodgers & Hammerstein